# Édouard Dethier
Edouard Charles Louis Dethier (* 25. August 1885 in Lüttich; † 19. Februar 1962 in New York City) war ein belgisch-amerikanischer Geiger und Musikpädagoge.

## Leben
Édouard Dethier, Sohn des Organisten und Komponisten Emile Dethier (1849–1933), hatte als Kind den ersten Violinunterricht bei seinem älteren Bruder Gaston. Ab dem achten Lebensjahr besuchte er das Konservatorium seiner Heimatstadt, fünfzehnjährig ging er an das königliche Konservatorium Brüssel, wo er nach der Teilnahme an einem Violinwettbewerb im Folgejahr den Ersten Preis erhielt. In seiner Ausbildungszeit und zu Anfang seiner Laufbahn war er mit dem polnischen Geiger Paul Kochanski befreundet. Siebzehnjährig wurde er Konzertmeister des Orchesters der La Monnaie.
1905 kam Dethier nach New York. Hier trat er im gleichen Jahr mit dem New York Symphony Orchestra mit Henri Vieuxtemps’ Violinkonzert d-Moll auf. Mit dem New York Philharmonic spielte er 1908 Max Bruchs Schottische Fantasie und 1910 unter Leitung von Gustav Mahler Peter Tschaikowskis Violinkonzert.
Ab 1906 oder 1907 unterrichtete Dethier am Institute of Musical Art, der Vorläufereinrichtung der Juilliard School. Zu seinen vielen Schülern zählten Julius Hegyi, Robert Mann, Louis Lanza, Emanuel Vardi, Sally Thomas, Genevieve Greene, Julius Schulman, Anna Tringas, Joan Milkson und Paul Zukofsky.